# Türju
Türju – wieś w Estonii, w prowincji Sarema, w gminie Torgu. W 1953 roku na południowy zachód od wsi zbudowano 15 metrową żelbetonową latarnię morską Loode.